# Godło Turkmeńskiej SRR

Godło Turkmeńskiej Socjalistycznej Republiki Radzieckiej

Godło z lat 1926–1927

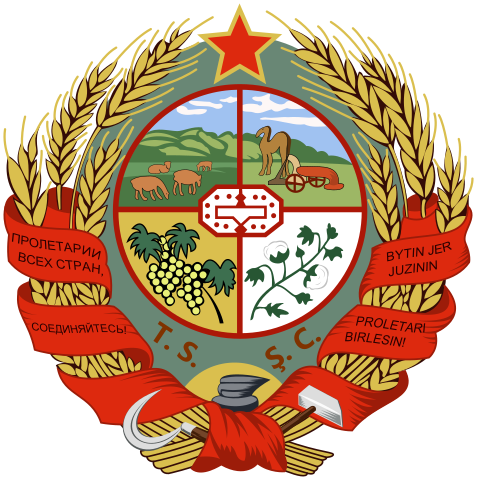
godło z lat 1927–1937

Godło Turkmeńskiej Socjalistycznej Republiki Radzieckiej zawierało typowe elementy godeł republik związkowych ZSRR: umieszczony w centralnym punkcie godła sierp i młot – symbol sojuszu robotniczo-chłopskiego oraz najważniejszy element godła Związku Radzieckiego, a także wschodzące słońce – mające wyrażać świt, początek nowej ery w życiu kraju. Na tle tarczy słonecznej znajdują się wizerunki wieży wiertniczej i innych budowli służących eksploatacji ropy naftowej – głównego bogactwa naturalnego kraju. Poniżej umieszczono niewielki dywan z typowym turkmeńskim ornamentem. Całość otoczona była przez wieniec złożony ze stylizowanych gałązek bawełny z owartymi koszyczkami nasiennymi i z kłosów zboża. Umieszczenie symbolu zboża i bawełny w godle z jednej strony podkreślało znaczenie rolnictwa, a zwłaszcza tych właśnie roślin dla gospodarki kraju oraz symbolizowało dobrobyt, a z drugiej - nawiązywało do graficznego wyglądu godła ZSRR. U góry, u zbiegu obu wieńców umieszczono czerwoną pięcioramienną gwiazdę - oznaczającą zwycięstwo komunizmu w pięciu częściach świata, natomiast w miejscu dolnego zbiegania się wieńców znajdowała się kiść winogron i kilka liści tej rośliny. Wieńce przepasane były czerwonymi wstęgami, na których umieszczone było wezwanie do jedności proletariatu: Proletariusze wszystkich krajów, łączcie się! w językach turkmeńskim: Әxли юртлариң пролетарлары, бирлешиң! i rosyjskim: Пролетарии всех стран, соединяйтесь.!
Godło to obowiązywało od 2 marca 1937 r. do czasu uzyskania niepodległości przez Turkmenistan.
Wcześniej, od roku 1924, godło miało zupełnie inny wygląd - w czterech polach widniały motywy roślinne (bawełna, winogrona) oraz pasterskie.